# هيو ماكنزي
هيو ماكنزي هو سياسي كندي، ولد في 12 يناير 1840 في المملكة المتحدة، وتوفي في 3 أكتوبر 1893 في تورونتو في كندا. حزبياً، نشط في الحزب الليبرالي في أونتاريو ‏. وقد انتخب عضو برلمان مقاطعة أونتاريو.